# Henri Buquet
Pour les articles homonymes, voir Buquet.
Pour les autres membres des familles, voir Louis Léopold Buquet, Charles Joseph Buquet et Famille Buquet.
Henri Alfred Léopold, 2e baron Buquet, né le 15 juillet 1809 à Paris et mort le 12 juin 1889 à Nancy, est un homme politique français du XIXe siècle.

## Biographie
Fils du général-baron Louis Léopold Buquet et propriétaire à Nancy, Henri Buquet devient maire de cette ville et conseiller général de la Meurthe.
La situation de son père, baron de l'Empire, ancien député des Vosges, lui donne, dit une biographie « des droits près des comités napoléoniens formés en 1849 ; aussi celui de Nancy le présente-t-il chaudement aux suffrages des électeurs. Mais ceux-ci, qui n'avaient pas encore emboîté le pas, envoient un autre représentant à la Législative. »
Plus heureux le 29 février 1852, M. Buquet entre sans peine au Corps législatif, comme candidat du gouvernement, dans la 2e circonscription de la Meurthe, avec 26 801 voix sur 28 843 votants et 41 544 inscrits. Il passe alors pour un « bonapartiste solide ». Justifiant pleinement cette opinion, il est réélu successivement le 22 juin 1857, par 23 926 voix (27 846 votants, 38 646 inscrits), contre 3 451 au général Cavaignac ; le 1er juin 1863, par 19 606 voix, (29 080 votants, 36 273 inscrits), contre 9 024 à M. d'Adelsward, ancien représentant ; et le 24 mai 1869, par 15 455 voix, (31 036 votants, 38 361 inscrits), contre 15 102 à M. Viox, ancien représentant.
Très vivement battue en brèche cette fois par l'opposition démocratique, la candidature officielle de M. Buquet ne triomphe qu'à une très petite majorité. En minorité à Nancy même, le député de la Meurthe démissionne de sa fonction de maire.
La révolution du 4 septembre 1870 le rend à la vie privée.
Il continue cependant de militer pour la cause bonapartiste au sein de réseaux de notables locaux, incluant par exemple Charles Welche et Antoine Joseph Drouot.

## Décorations
Commandeur de la Légion d'honneur

## Hommages
- Rue du Baron Buquet à Nancy, à Houdemont et à Villers-les-Nancy[3].